# LEAG
LEAG (Lausitz Energie Kraftwerke AG/Lausitz Energie Bergbau AG) is een Duits energiebedrijf in de bruinkoolindustrie.
LEAG werd opgericht in 2016 door de verkoop van de Lausitzer bruinkoolmijnen en energiecentrales van de Zweedse energiegroep Vattenfall aan de Tsjechische EPH-groep en haar financiële partner PPF Investments. Beide bedrijven bezitten elk 50% van het nieuwe bedrijf. Er werken ongeveer 8.000 medewerkers voor dit bedrijf dat in Cottbus gevestigd is. Ze exploiteren van de bruinkoolmijnen: Jänschwalde, Nochten, Reichwalde en Welzow-Süd en verder energiecentrales: Boxberg, Jänschwalde en Schwarze Pumpe en een deel van elektriciteitscentrale Lippendorf.